# Allee Willis
Allee Willis, född Alta Sherral Willis den 10 november 1947 i Detroit, Michigan, död 24 december 2019 i Los Angeles, var en amerikansk låtskrivare. Hon nominerades till en Emmy för I'll Be There For You, som användes som ledmotivet till tv-serien Vänner, och vann två Grammy för filmmusiken till Snuten i Hollywood och musikalen The Color Purple. Willis var också med och skrev hitlåtar som Earth, Wind & Fires September och Boogie Wonderland. Hon skrevs in i Songwriters Hall of Fame 2018.

## Biografi
Som låtskrivare var Allee Willis känd för sitt samarbete med Earth, Wind & Fire. Tillsammans med dem skrev hon hitlåtar för dem som September, Boogie Wonderland och In the Stone. Hon komponerade också hitsinglar för flera andra artister, bland annat Neutron Dance av Pointer Sisters, What Have I Done to Deserve This? av Pet Shop Boys och Dusty Springfield, samt I'll Be There for You av The Rembrandts. I'll Be There For You användes som ledmotiv till tv-serien Vänner och blev en av tidernas mest kända tv-låtarna. Willis nominerades 1995 till en Emmy för den låten. Willis var med och skrev Broadwaymusikalen The Color Purple, baserad på boken Purpurfärgen. Den vann totalt tre Tony och nominerades ytterligare tolv gånger, och vann även en Grammy.   
Willis dog i Los Angeles den 24 december 2019, 72 år gammal. Dödsorsaken var hjärtstillestånd.